# 所雄章
所 雄章（ところ たけふみ、1927年 - 2012年）は、日本の哲学研究者、中央大学名誉教授。デカルト研究が専門。
都立一中を経て1950年東京大学文学部哲学科卒業。1955年東京大学大学院満期退学。中央大学文学部助教授、教授、1973年「デカルト」で文学博士（東京大学）。1998年定年退任、名誉教授。
趣味の囲碁では1980年から関東学生囲碁連盟会長、全日本学生囲碁連盟副会長をつとめた。2006年、日本棋院から大倉喜七郎賞を受賞した。

## 著書
- デカルト 第1 勁草書房、1967、改訂1976 思想学説全書。各・新版1996
- デカルト 第2 (デカルト その理論哲学) 勁草書房、1971 思想学説全書
- 人類の知的遺産 32 デカルト 講談社、1981.3
- 論理学 中央大学出版部、1988.3
- 知られざるデカルト デカルト研究拾遺 知泉書館、2008.1

訳書
- デカルト著作集 2 省察  白水社、1973
- デカルト『省察』訳解 岩波書店、2004.2